# George Smith (asyrolog)
George Smith (ur. 26 marca 1840 roku w Londynie, zm. 19 sierpnia 1876 roku w Aleppo) – brytyjski asyriolog, tłumacz pisma klinowego; jako pierwszy przetłumaczył na język współczesny Epos o Gilgameszu.
George Smith od 14 roku życia był pracownikiem bankowym. Samouk. W wieku 26 lat rozpoczął swoją karierę naukową kilkoma artykułami na temat pisma klinowego, czym zwrócił na siebie uwagę środowiska naukowego. Kilka lat później otrzymał posadę asystenta w dziale egipsko-asyryjskim Muzeum Brytyjskiego. W 1872 rozpoczął pracę nad odcyfrowaniem tabliczek odkopanych w Asyrii przez Hormuzda Rassama i przesłanych do Muzeum Brytyjskiego w 1861. Tabliczki, jak się podczas pracy okazało, zawierały treść jednego z najstarszych eposów świata i opowiadały historię półboga Gilgamesza.
Gdy okazało się, że epos nie jest kompletny, Smith, przy wsparciu finansowym Daily Telegraph, wyruszył na Bliski Wschód i w maju 1873, po pięciu dniach poszukiwań w Niniwie, odnalazł brakujące tabliczki i dokończył tłumaczenia. W 1876 napisał książkę Chaldean Account of Genesis, która stała się bestsellerem.